# ساحة بور سعيد
ساحة بور سعيد تقع في القصبة السفلى بالعاصمة الجزائرية.وهي المنطقة الفاصلة بين بلدية القصبة وبلدية الجزائر الوسطى في ولاية الجزائر.

## التسمية

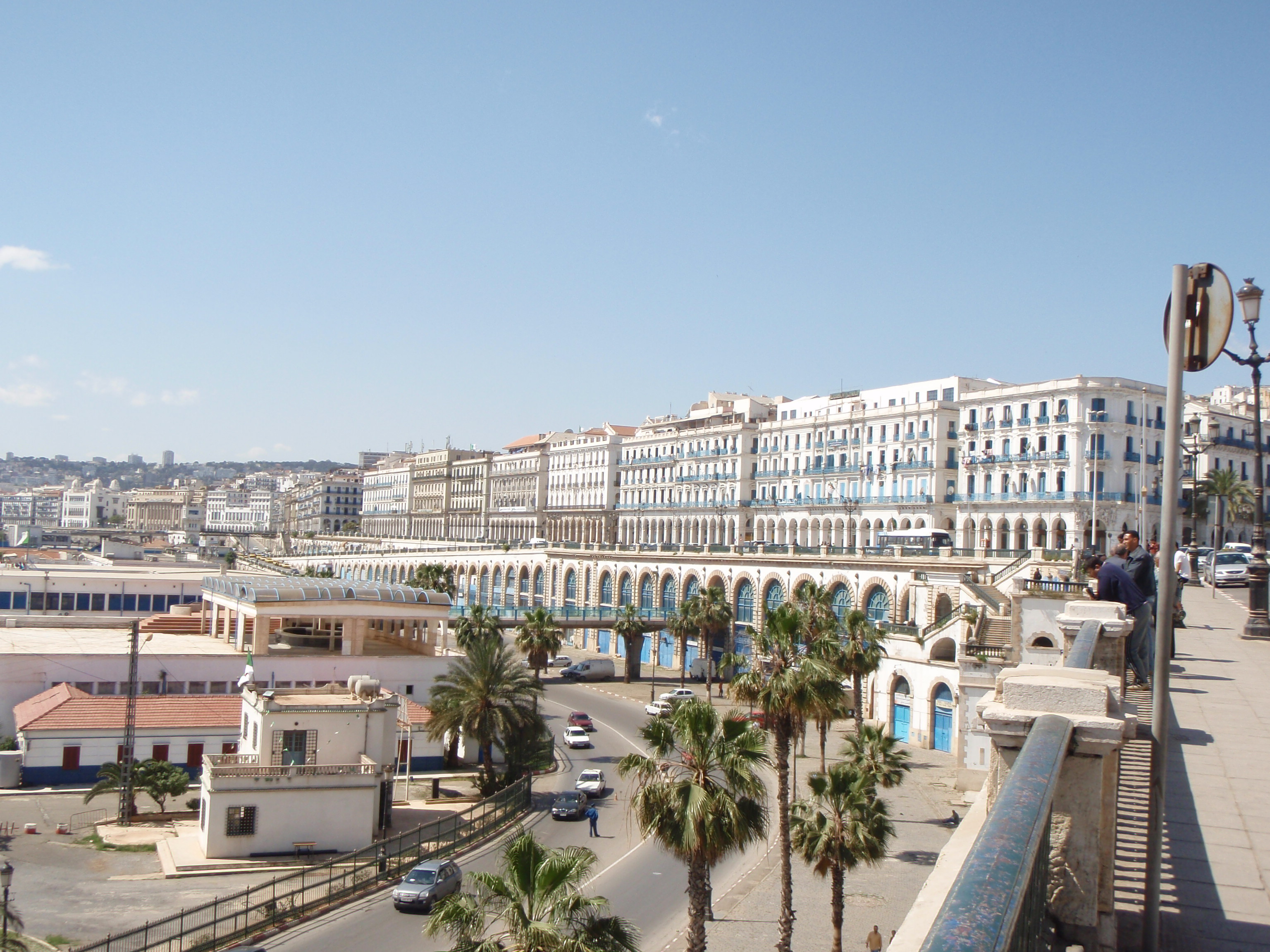
منظر عام حول موقع ساحة بور سعيد

اسم بور سعيد هو اسم مركب من كلمة PORT ومعناها ميناء، ومن كلمة سعيد الذي هو اسم أحد حكام مصر وقت بدايتها التاريخية، ويرجع أصل التسمية إلى اللجنة الدولية التي تكونت من إنجلترا وفرنسا وروسيا
والنمساوإسبانيا وبيد مونت حيث قررت هذه اللجنة في الاجتماع الذي عقد في عام 1855م اختيار اسم بور سعيدوترجع تسمية بور سعيد في مدينة الجزائر إلى هذه المدينة المصرية المسماة بنفس الاسم.وهي مدينة ساحلية، تقع شمال شرق مصر، وتطل على ساحل البحر الأبيض المتوسط، مثل مدينة الجزائر، عند مدخل قناة السويس.وقد تم إطلاق اسم بور سعيد على هذه الساحة الجزائرية من طرف الإحتلال الفرنسي باعتبار الأهمية الإستراتيجية لهاتين المدينتين من حيث أهمية ميناء الجزائر وميناء بورسعيد.

## تاريخ

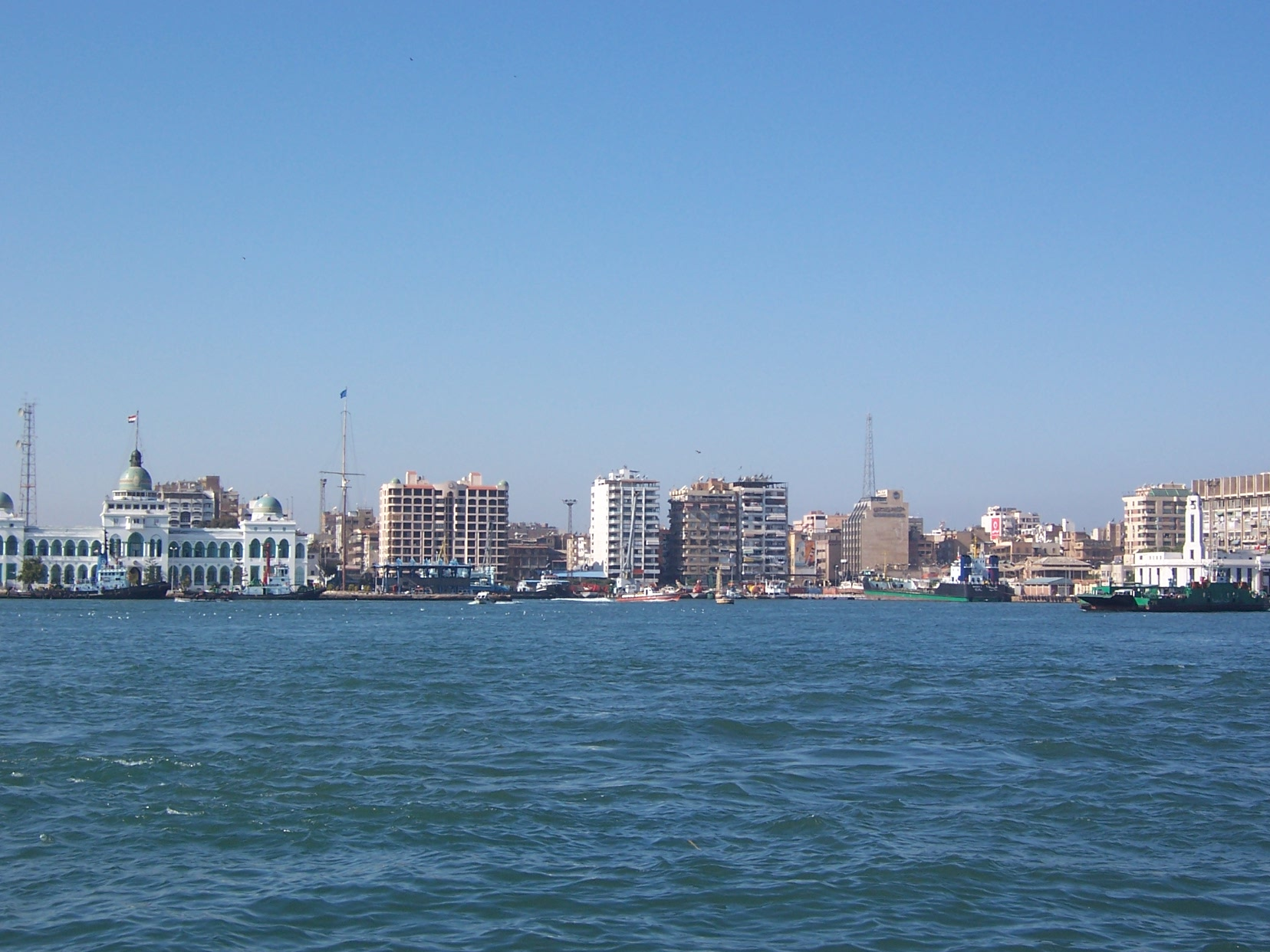
ميناء بور سعيد في مصر

إن ساحة بور سعيد في مدينة الجزائر تقع إلى جوار ميناء الجزائر الذي يتمتع كما يتمتع ميناء بور سعيد بحق الامتياز في المعاملة الجمركية على السلع الواردة باعتباره منطقة حرة منذ سنة 1976م.بدأ العمل على إنشاء مدينة بور سعيد، تحت وصاية فرنسية، على يد والي مصر الخديوي سعيد وذلك في سنة 1859م عندما ضرب فرديناند دي لسبس أول معول في الأرض معلنا بدء حفر قناة السويس.وضمن الإمبراطورية الفرنسية الممتدة آنذاك من غرب البحر الأبيض المتوسط إلى شرقه، قام فرديناند دي لسبس بتشكيل لجنة هندسية دولية لدراسة منطقة برزخ السويس وبور سعيد ليصدر تقرير في 1855م يؤكد إمكانية شق القناة وأنه لا خوف من منسوب المياه لأن البحرين المتوسط والأحمر متساويين في المنسوب وأنه لا خوف من طمى النيل لأن بورسعيد شاطئها رملي.
وتم تخليد هذا المشروع الكبير على مستوى مدينة الجزائر عبر ساحة بور سعيد.

## التصنيف
تم تسجيل وتصنيف ساحة بور سعيد ضمن القصبة من قبل اليونسكو كموقع تراث عالمي ثقافي تحت رقم 565 يجب الحفاظ عليه منذ سنة 1992م، إذ يتم الاحتفال بـاليوم العالمي للقصبة في 23 فيفري من كل عام، كونه يعدّ رمزا وتاريخا يحكي في طياته تاريخ وحضارة بني مزغنة.

## الشوارع

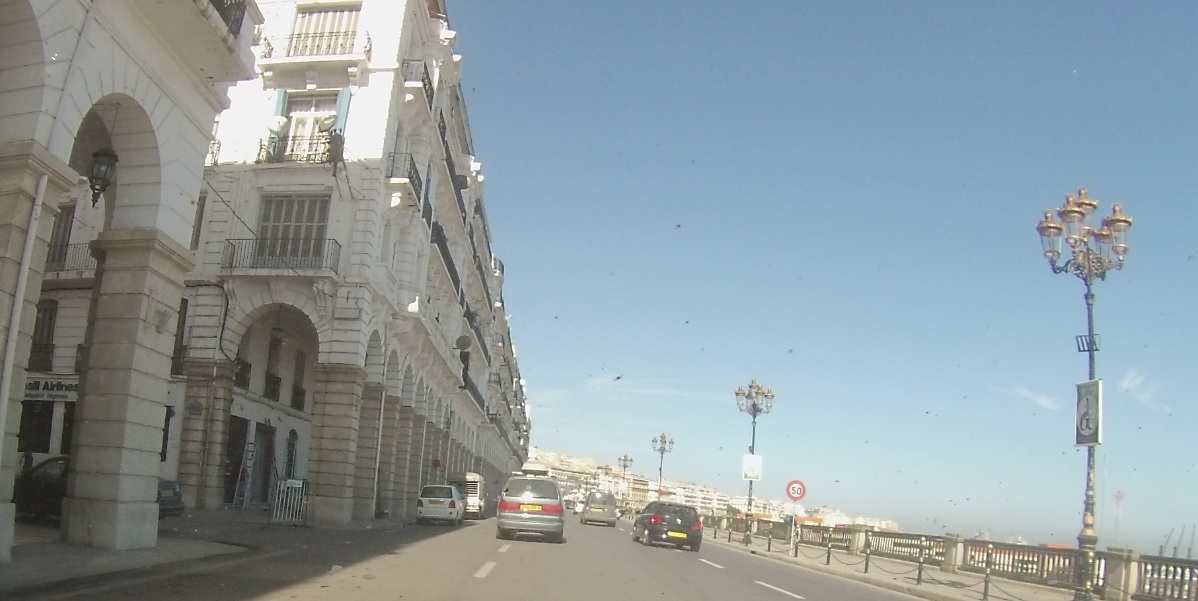
نهج زيغود يوسف قرب ساحة بور سعيد

تعتبر ساحة بور سعيد من أهم الساحات العمومية في مدينة الجزائر بعد ساحة الشهداء التاريخية.
ويمكن الوصول إلى هذه الساحة بواسطة عشرة شوارع هي:
- شمالا: شارع محمد توري وشارع عيبود.
- شمال غربي: شارع باب الوادي وشارع أعمر القامة.
- غربا: شارع عبان رمضان.
- جنوب غربي: شارع علي بومنجل.
- جنوبا: شارع قسنطيني وشارع الحرية.
- شرقا: نهج زيغود يوسف.
- شمال شرقي: نهج تشي جيفارا.[12]

## الفنادق

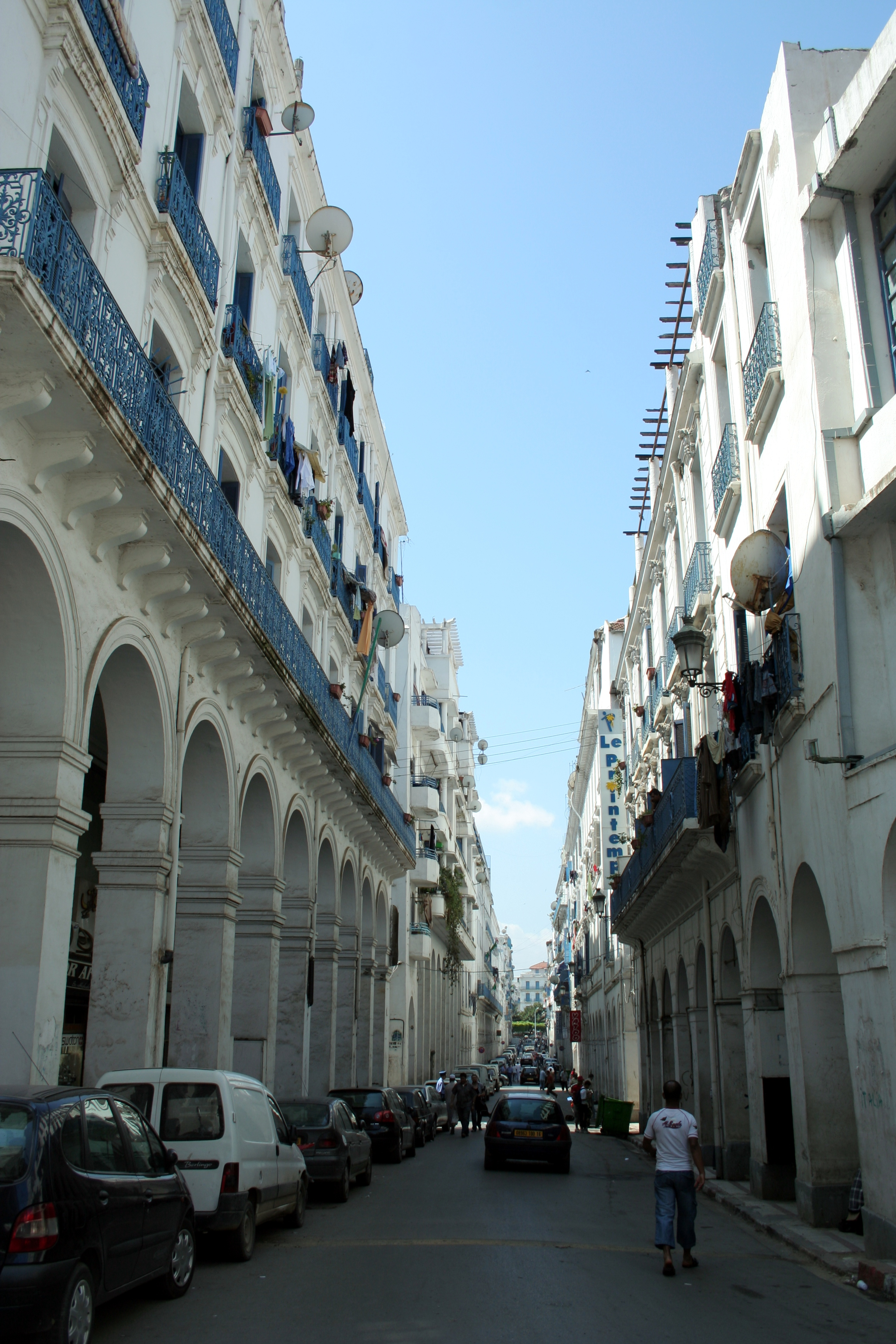
شارع باب عزون قرب ساحة بور سعيد

تحيط بـساحة بور سعيد العديد من الفنادق التس تستقبل المسافرين الذين يتوافدون على القصبة والجزائر الوسطى.
ويعتبر الشارع التجاري لـباب عزون من أهم مواقع الاستقطاب السياحي قرب ساحة بور سعيد.
ومن بين هذه الفنادق نذكر:
- فندق النهاية Hotel Terminus.
- فندق الملكي Hotel Royal.
- فندق الطاسيلي Hotel Tassili.
- فندق الأجانب Hotel des Étrangers.
- الفندق الجديد Nouvel Hotel.
- فندق حاج مسلم Hotel Hadj Meslem.
- فندق الأسفار Touring Hotel.
- فندق سفير Hotel Safir.

كما ينتشر حول ساحة بور سعيد العديد من الفنادق والمراقد في القصبة والجزائر الوسطى.

## المسرح الوطني الجزائري

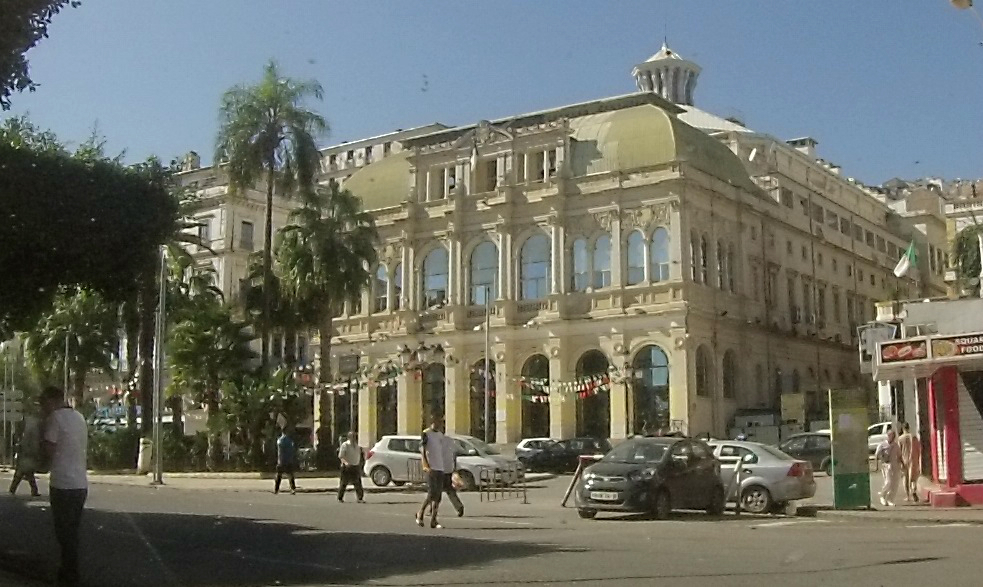
المسرح الوطني الجزائري

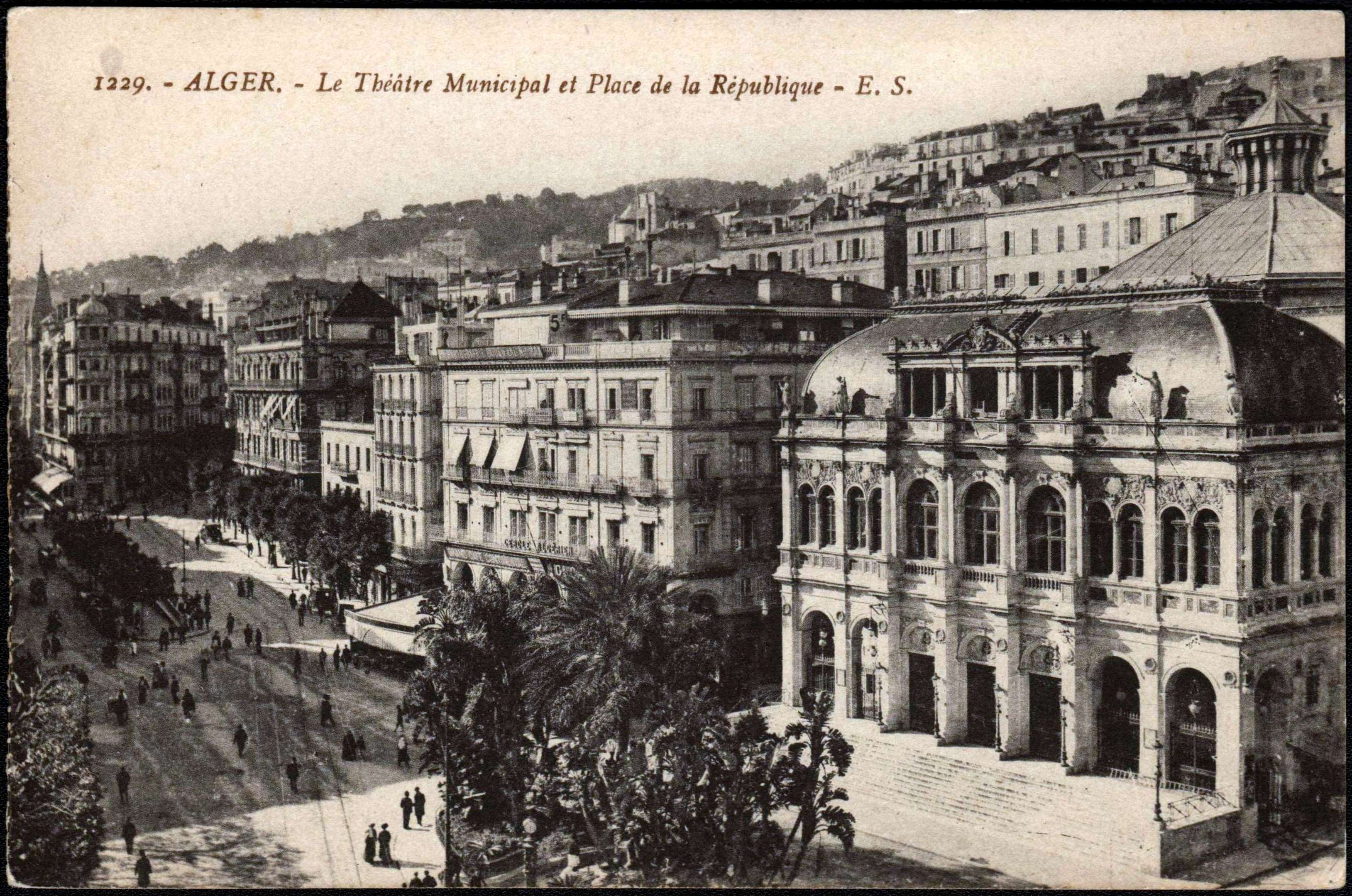
المسرح الوطني الجزائري

كانت بناية المسرح البلدي في مدينة الجزائر تطل على ساحة الجمهورية أثناء الاحتلال الفرنسي قبل استقلال الجزائر في سنة 1962م.
وتم بعد ذلك تأسيس المسرح الوطني الجزائري في الفاتح جانفي سنة 1963م من طرف أعمدة المسرح الجزائري، على غرار ولد عبد الرحمان كاكي، مصطفى كاتب، بودية وكاتب ياسين وعبد القادر علولة، محمد بن محمد، فضلا عن كوكبة كبيرة من الممثلين البارزين يتقدمهم سيد علي كويرات.
كما تم إطلاق اسم المسرحي محي الدين بشطارزي على هذه المؤسسة المسرحية.
وقد سمح ترميم هذا المسرح في سنتي 2003م و2009م بتجديد قاعة عرضه وجدرانه وسقفه لاستقبال التظاهرات الثقافية الوطنية والدولية في إطار دعم الإشعاع الثقافي والإبداعي الجزائري.

## النباتات

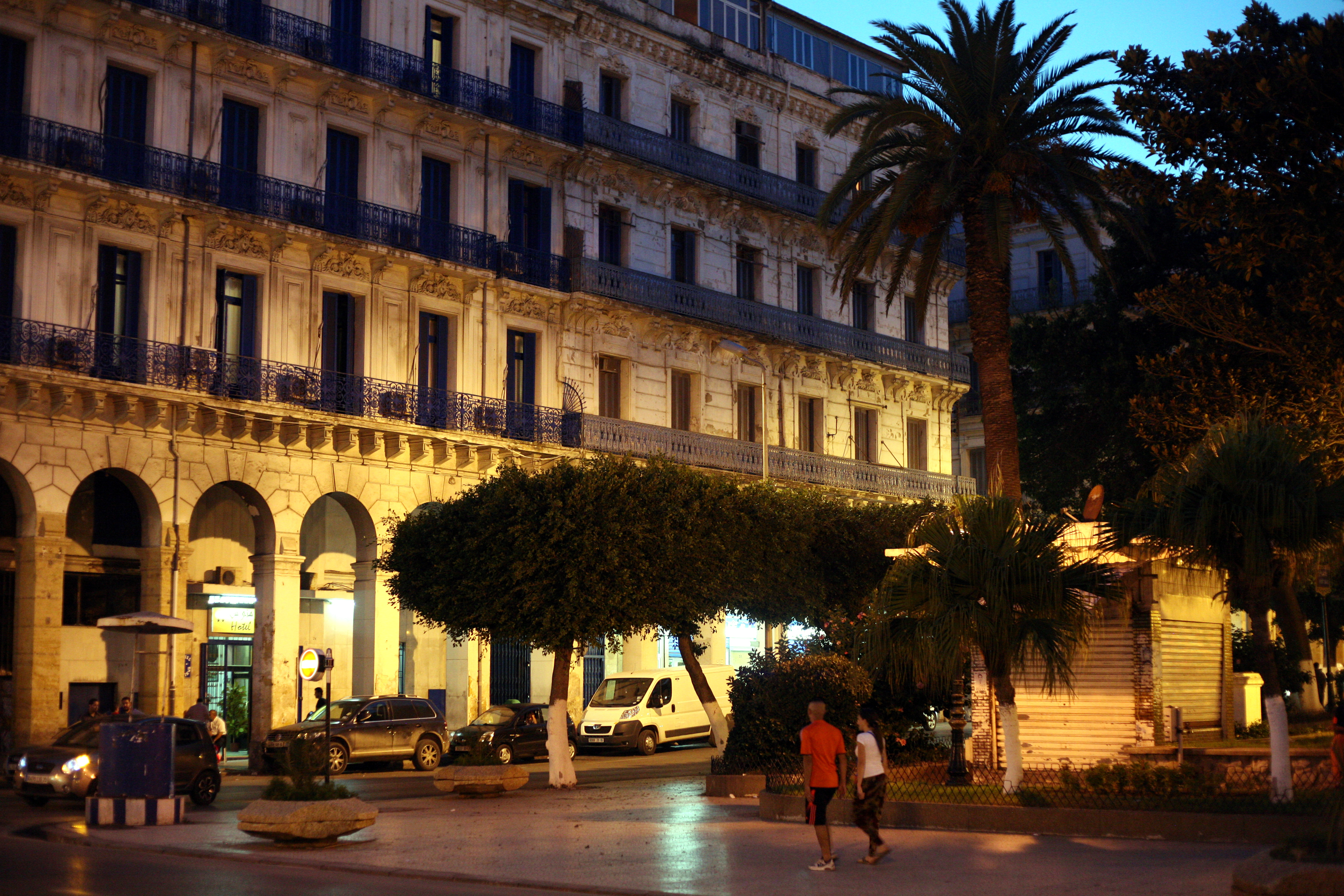
ساحة بور سعيد ليلا

تحتوي ساحة بور سعيد على تنوع نباتي ما بين أشجار ونخيل وحشائش وأزهار.
وتتم العناية بهذه النباتات من طرف المصالح البلدية والولائية عبر السقي والتنظيف والحفظ والتجديد والتقليم وطلاء الجذوع.
فهذه الأشجار تسمح بإعطاء جو بهيج لهذه الساحة من خلال استظلال الناس تحت أغصانها.

## الطيور
تحوم في ساحة بور سعيد العديد من أنواع الطيور، التي على رأسها طير الدوري الشائع.وتسمح زقزقة هذا الطير باستقطاب الزوار للإنصات إلى صوته الجميل المهدئ.ويضاف إلى ذلك توافد أسراب الحمام الجبلي على ساحة بور سعيد لالتقاط الحبوب وبقايا الخبز التي يوزعها الزوار على هذه الطيور الأليفة.وتحط أحيانا بعض أفراد طير النورس أصفر الساق على أرضية الساحة العريقة، قادمة من ميناء الجزائر، خاصة أثناء نزول المطر في الأجواء الباردة.
كما تمتزج أسراب النورس رمادي الرأس مع أسراب الحمام الجبلي في التقاط الطعام من أرضية الساحة، خاصة أثناء فصل الشتاء أو نزول الغيث.

## النقل

### النقل البري للمسافرين

إيتوزا

تقوم حافلات مؤسسة النقل الحضري وشبه الحضري لمدينة الجزائر (إيتوزا) بربط ساحة بور سعيد بالضواحي الغربية الجنوبية والشرقية من ولاية الجزائر وفق رزنامة يومية مضبوطة زمانيا ومكانيا.
|  |   |  | الانطلاق      | الوجهة                | الربط |
|  | - |  | ------------- | --------------------- | ----- |
|  | ● |  | ساحة بور سعيد | الجزائر الوسطى        |       |
|  | ● |  | ساحة بور سعيد | بئر توتة              |       |
|  | ● |  | ساحة بور سعيد | الرويبة               |       |
|  | ● |  | ساحة بور سعيد | بوزريعة               |       |
|  | ● |  | ساحة بور سعيد | القبة                 |       |
|  | ● |  | ساحة بور سعيد | المحطة البرية للخروبة |       |

### النقل بالسكة الحديدية للمسافرين

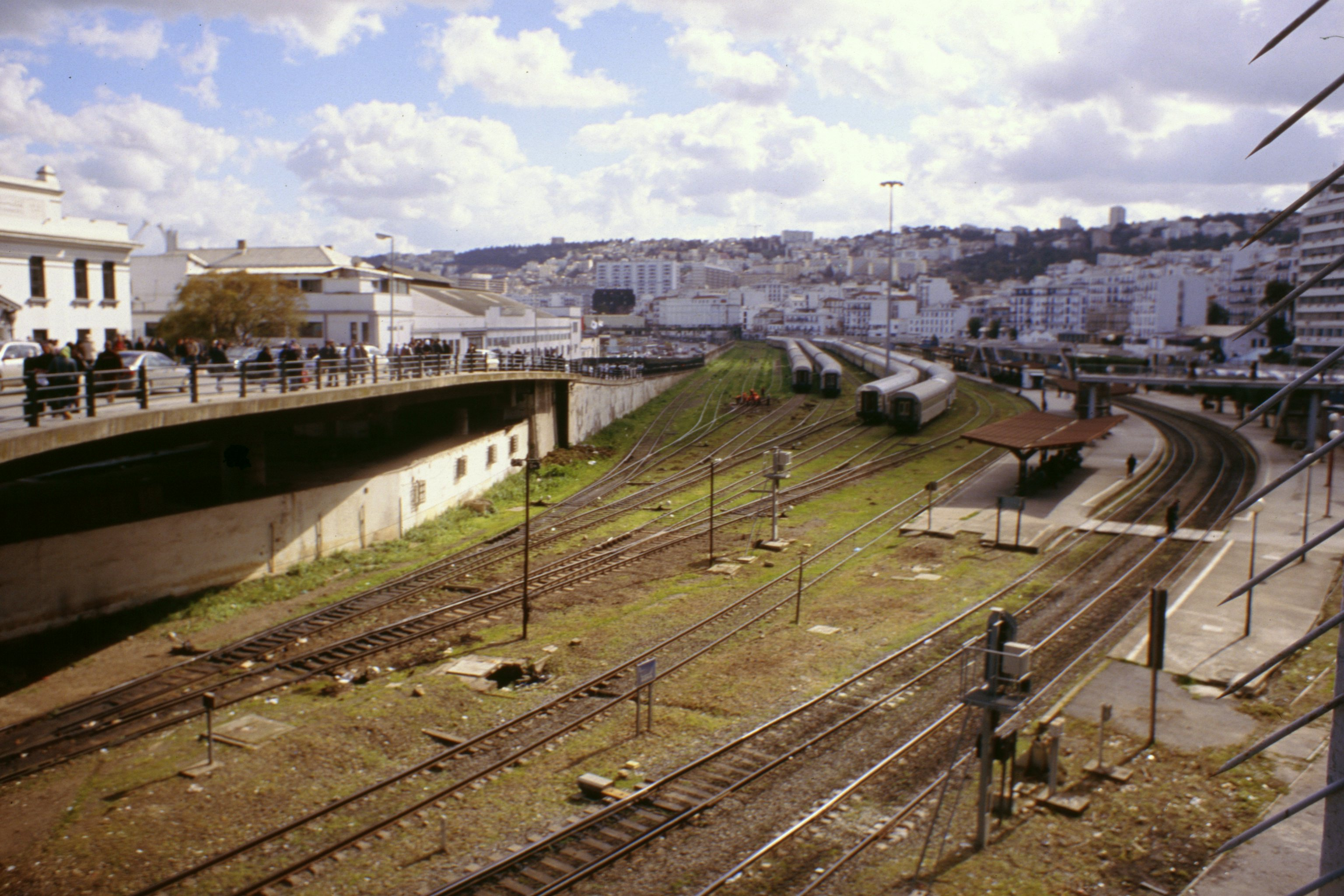
محطة نقل بالسكك الحديدية في الجزائر العاصمة

يمكن الوصول إلى ساحة بور سعيد في القصبة عبر محطة النقل بالسكة الحديدية للمسافرين المسماة محطة الجزائر التي تعتبر المحطة النهائية لشبكة النقل بالسكك الحديدية في الضاحية الغربية من ولاية الجزائر.
ويستعمل العاصميون، والجزائريون كافة، هذه المحطة النهائية من أجل التنقل نحو الضاحية الشرقية من العاصمة الجزائرية، وإلى محطة الحراش التي تسمح باختيار الوجهة نحو الغرب أو الجنوب أو الشرق عبر شبكة خطوط الشركة الوطنية للنقل بالسكك الحديدية.
وتجري حاليا دراسة تمديد السكة الحديدية من محطة الجزائر في القصبة إلى غاية مدينة زرالدة في أقصى غرب ولاية الجزائر، في إطار مشروع السكة الحديدية الساحلية التي تربط بين المدن الجزائرية المطلة على البحر الأبيض المتوسط.
وسيسمح هذا الخط الإستراتيجي الممتد على حوالي 30 كلم من القصبة حتى زرالدة بربط ولاية الجزائر بولايات تيبازة، الشلف، مستغانم ووهران بواسطة السكة الحديدية.
|  |   |  | الانطلاق     | الوجهة       | الربط |
|  | - |  | ------------ | ------------ | ----- |
|  | ● |  | محطة الجزائر | محطة آغا     |       |
|  | ● |  | محطة الجزائر | محطة الحراش  |       |
|  | ● |  | محطة الجزائر | محطة الثنية  |       |
|  | ● |  | محطة الجزائر | محطة العفرون |       |

### المترو

مترو الجزائر

وضعت مؤسسة مترو الجزائر برنامج تمديد لخطها الغربي قيد الإنشاء من تافورة عند البريد المركزي إلى غاية ساحة بور سعيد.
يبلغ طول التمديد من محطة تافورة - البريد المركزي إلى غاية ساحة بور سعيد في الشمال الغربي للجزائر العاصمة طوله 1,69 كم، ويتكون من محطتين : محطة علي بومنجل في بلدية الجزائر الوسطى، محطة علي بومنجل في بلدية القصبة. فيما سيتم تشغيله سنة 2017م.يتولى إنجاز توسيع المترو من محطة البريد المركزي نحو ساحة الأمير عبد القادر المجمع الجزائري كوسيدار، في حين يتولى إنجاز الشطر الرابط بين ساحة الأمير عبد القادر وباب الوادي للمجمع الدولي المشكل من الجزائرية جوسي تي بي والشركتان البرتغاليتان زاغوب التابعة للمجمع البرازيلي أندرادي غوتيرز وتيكسيرا دوراتي.
|  |   |  | الانطلاق        | الوجهة              | شبكات ذات صلة |
|  | - |  | --------------- | ------------------- | ------------- |
|  | ● |  | محطة علي بومنجل | محطة الجزائر الوسطى |               |
|  | ● |  | محطة علي بومنجل | محطة ساحة الشهداء   |               |

## معرض الصور

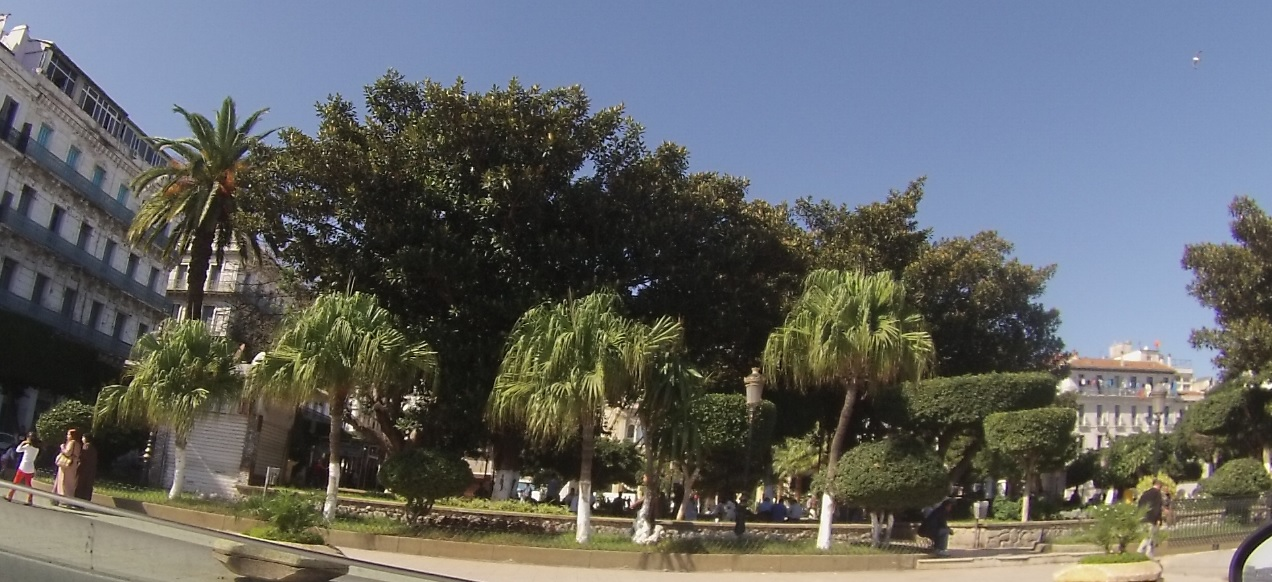
ساحة بور سعيد
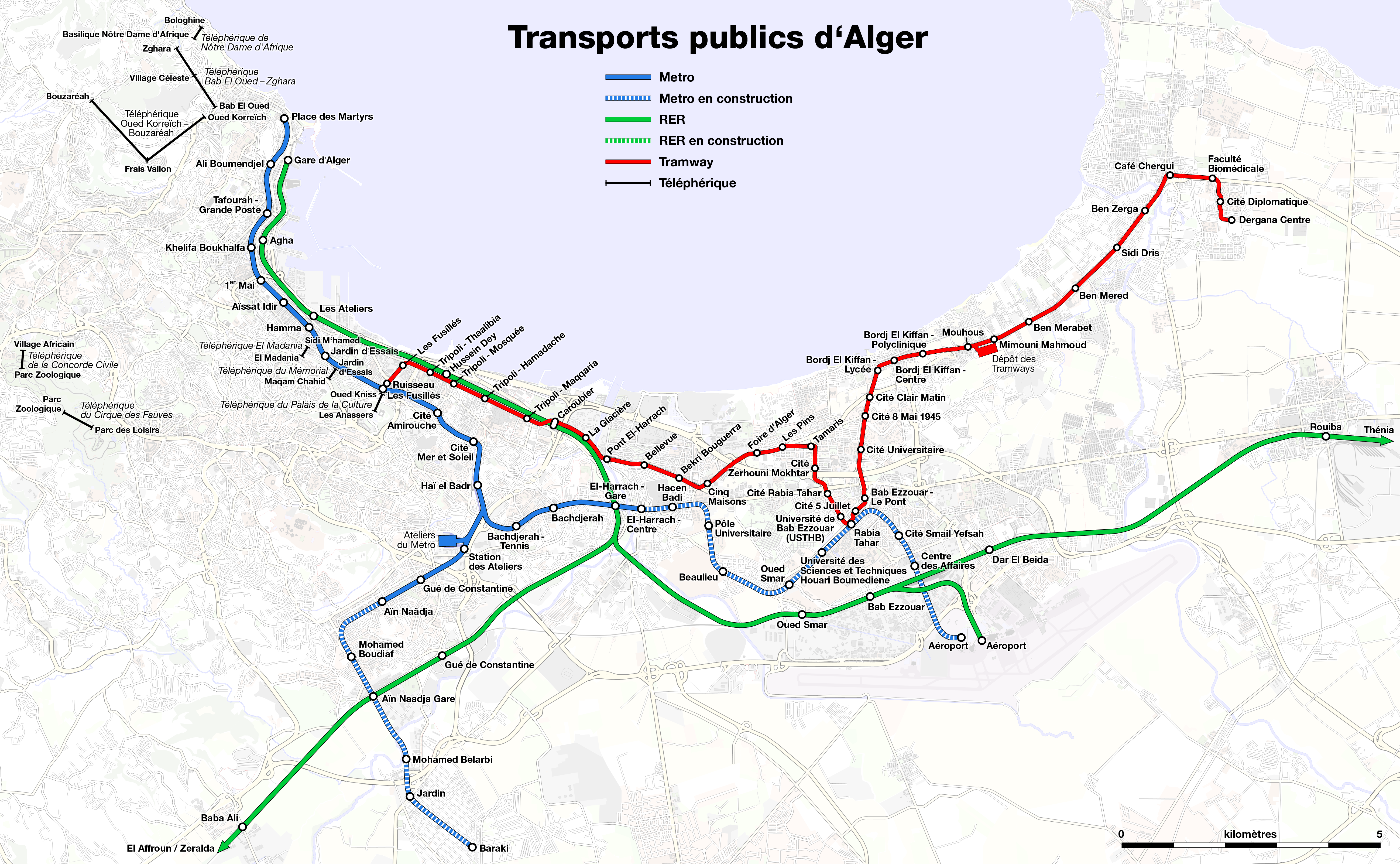
شبكات النقل نحو ساحة بور سعيد
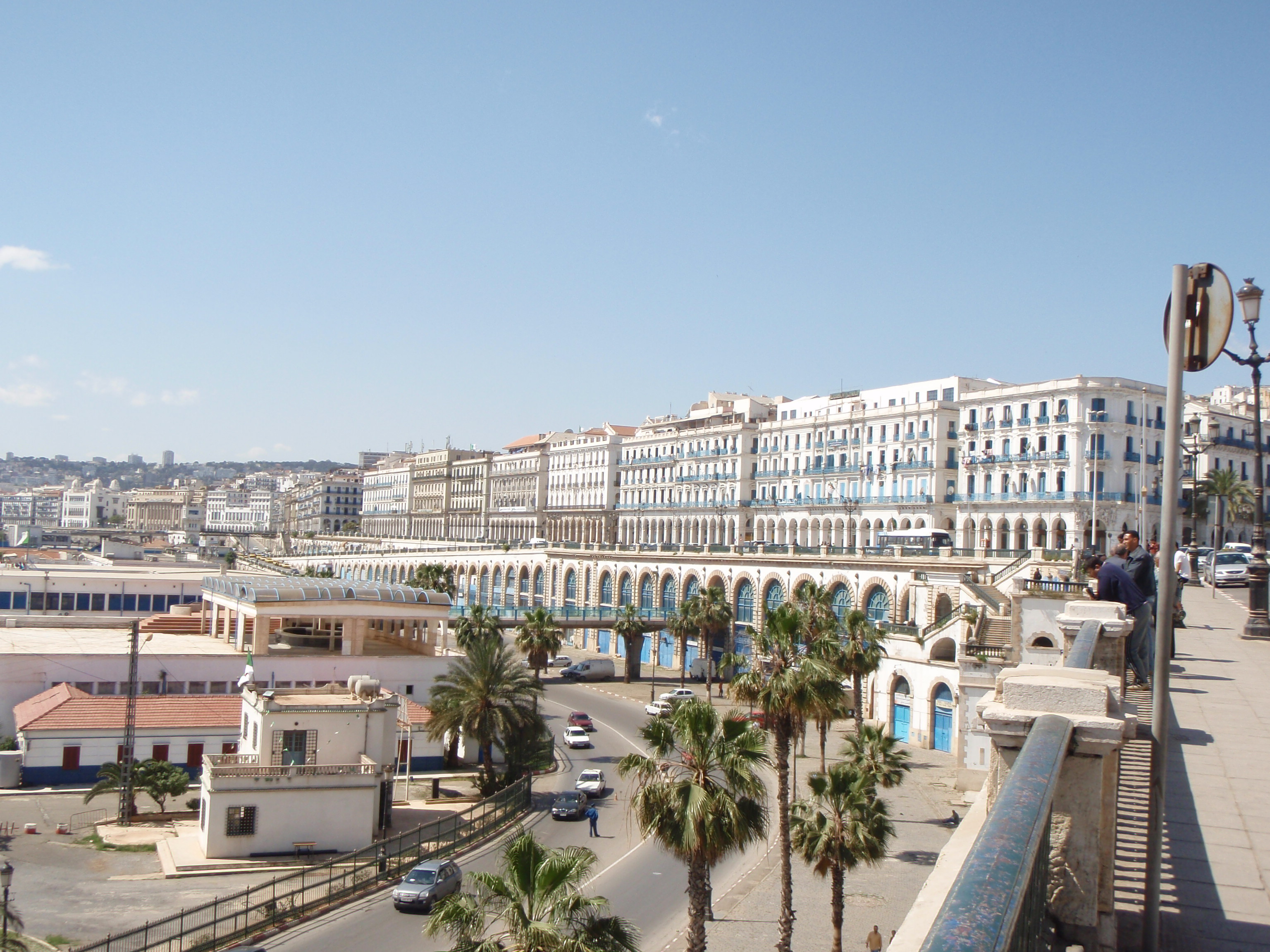
منظر عام حول موقع ساحة بور سعيد
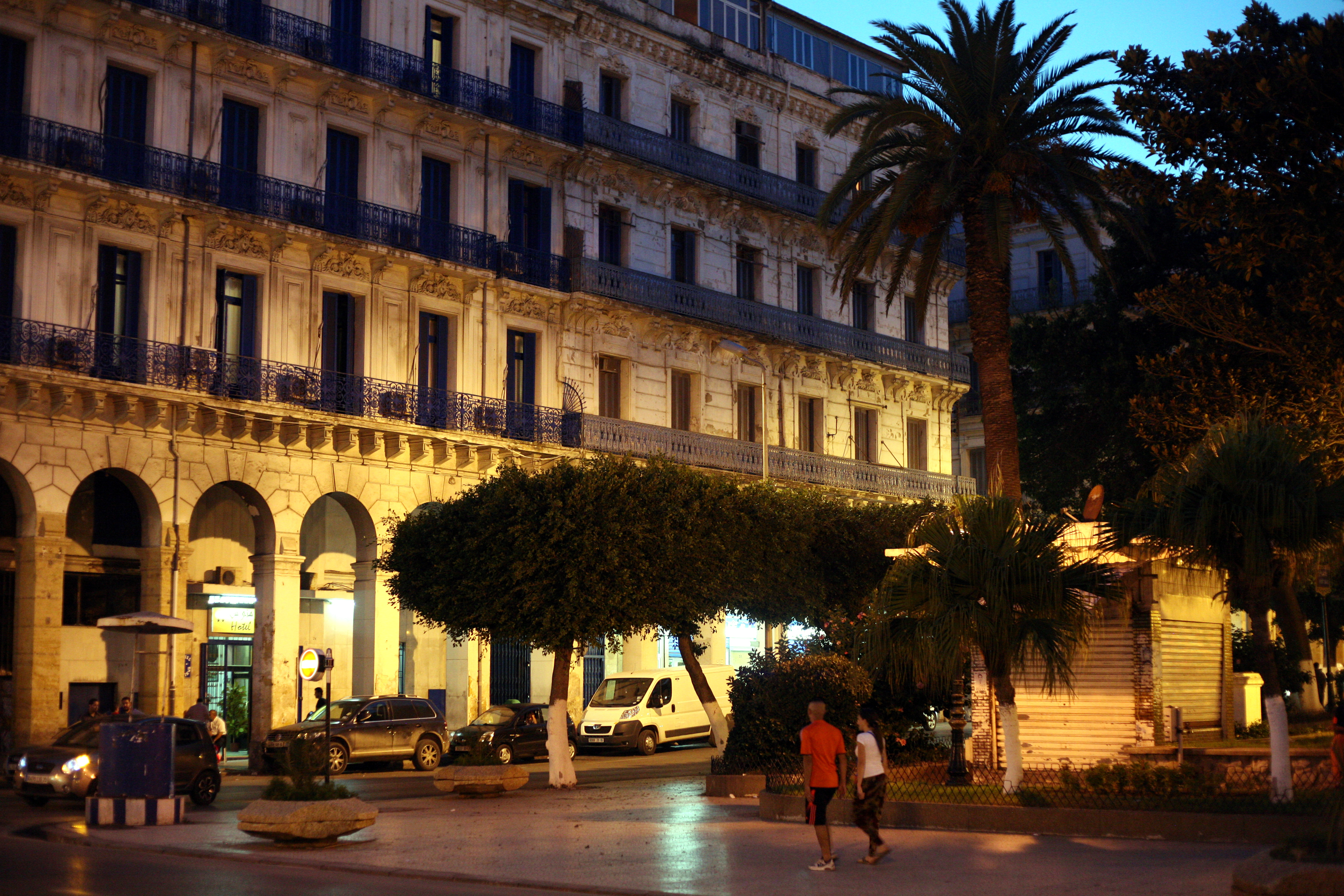
ساحة بور سعيد ليلا
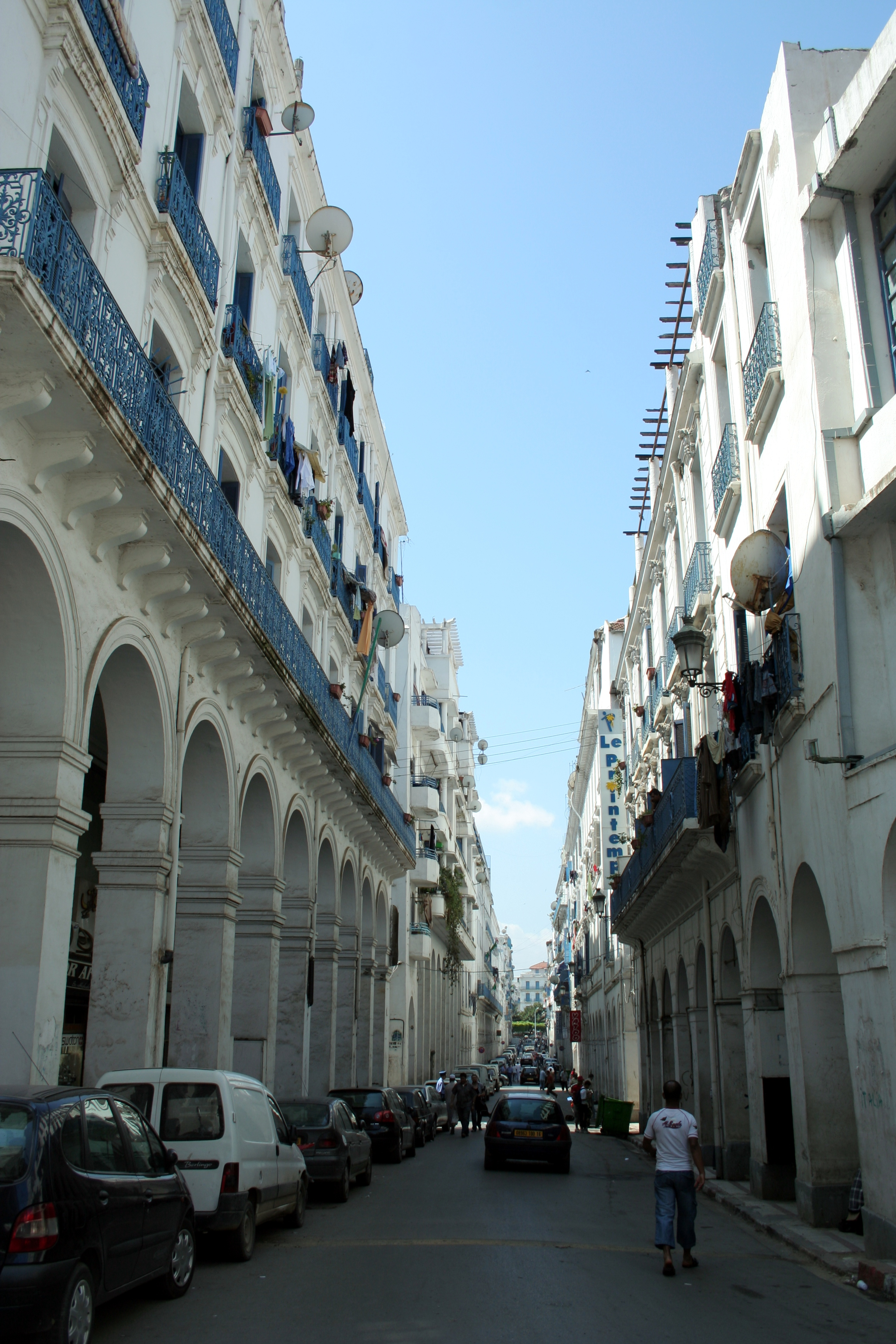
شارع باب عزون قرب ساحة بور سعيد
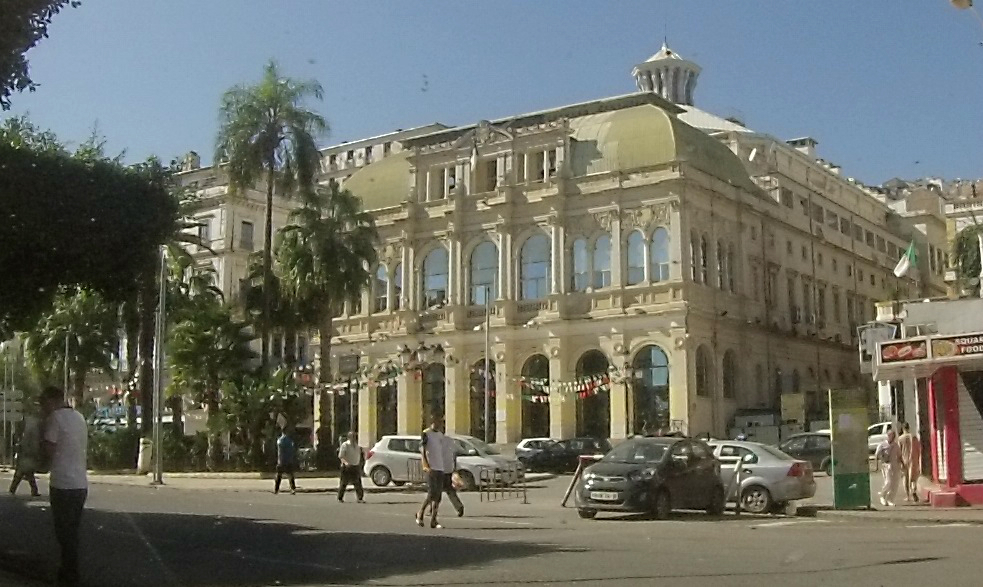
المسرح الوطني الجزائري
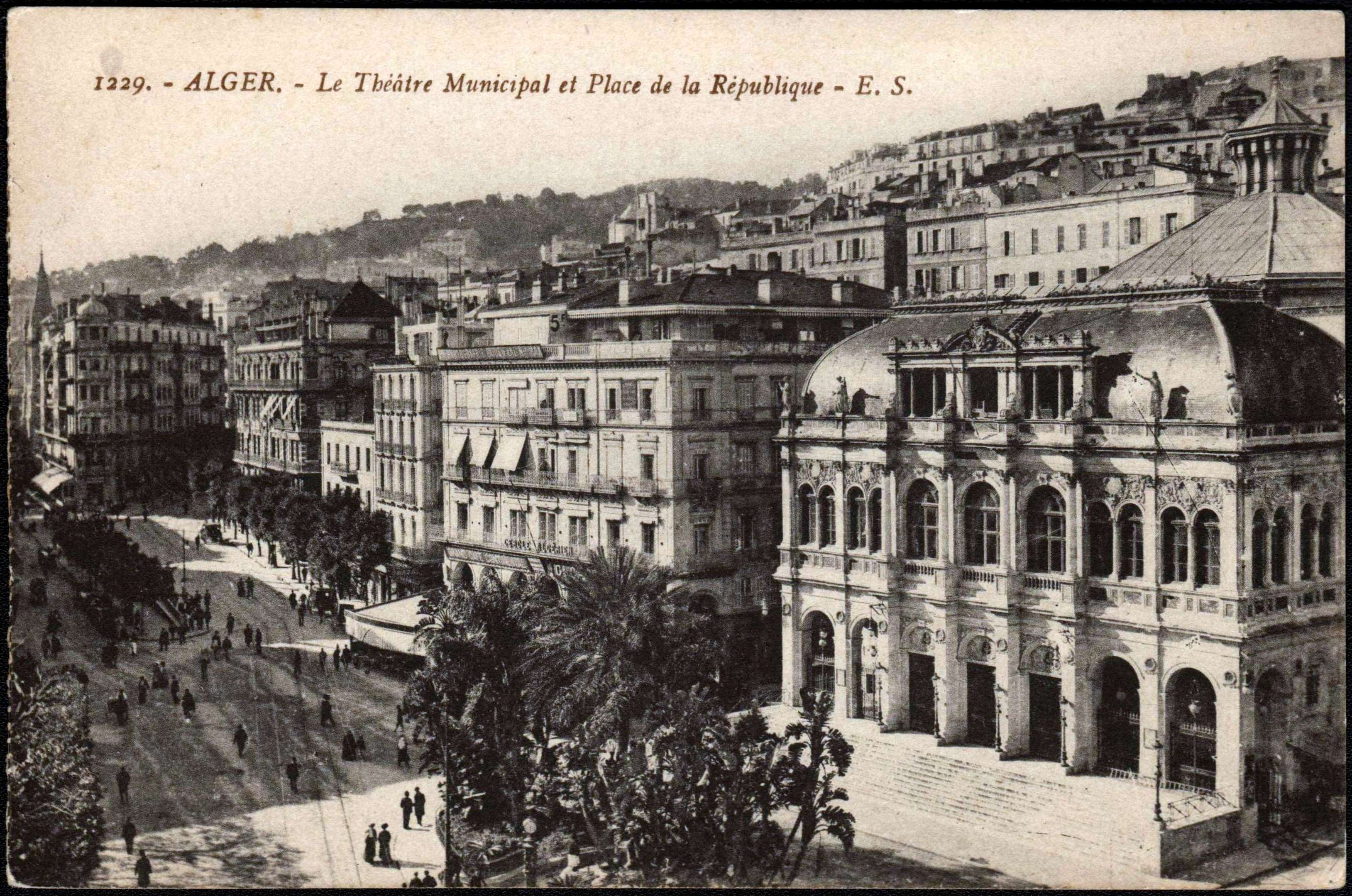
المسرح الوطني الجزائري
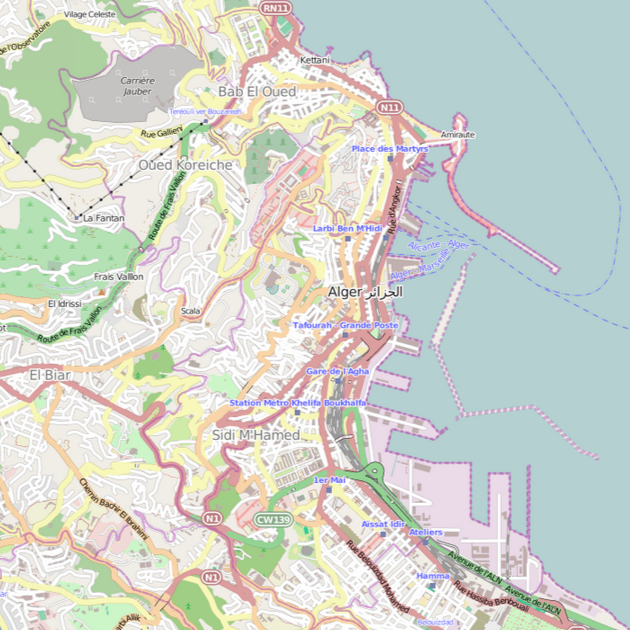
الموقع الحضري لساحة بور سعيد

## وصلات أخرى

### وصلات داخلية
- بور سعيد
- قائمة الساحات العمومية في ولاية الجزائر
- قائمة الساحات العمومية في الجزائر
- مؤسسة النقل الحضري وشبه الحضري لمدينة الجزائر (إيتوزا)
- محطات السكك الحديدية في الجزائر
- الشركة الوطنية للنقل بالسكك الحديدية
- قائمة موانئ الجزائر
- النقل البحري الجزائري
- مترو الجزائر
- الاحتلال الفرنسي للجزائر

### وصلات خارجية
- الموقع الرسمي لمؤسسة النقل الحضري وشبه الحضري لمدينة الجزائر (إيتوزا)
- الموقع الرسمي للشركة الوطنية للنقل بالسكك الحديدية
- الموقع الرسمي لميناء الجزائر نسخة محفوظة 30 يوليو 2013 على موقع واي باك مشين.
- الموقع الرسمي لمترو الجزائر